# Tractat de Bucarest (1913)
El Tractat de Bucarest fou un tractat de pau signat el 10 d'agost de 1913 al Palau Cantacuzino de Bucarest que va posar fi a la Segona Guerra Balcànica. Va ser signat pels representants diplomàtics dels països intervinents en aquest conflicte: Bulgària, Romania, Sèrbia, Montenegro i el Regne de Grècia.

## Context
Després de la derrota de Bulgària en la Segona Guerra Balcànica, per la signatura d'aquest tractat, aquest país va perdre la major part dels territoris que havia conquistat entre 1912 i 1913 a l'Imperi Otomà durant la Primera Guerra Balcànica, cedint així a Sèrbia el nord de Macedònia, i repartint-se amb Montenegro l'antic sandjak turc de Novi Pazar. El Regne de Grècia va ocupar el sud de Macedònia i Salònica; mentre que Romania va obtenir la regió de la Silistra, que forma part de la Dobrudja Meridional.
Seguint les petjades d'aquest mateix tractat, el Tractat de Constantinoble, signat el 29 de setembre de 1913 a la ciutat otomana d'Istanbul, va fixar els límits territorials entre Bulgària i l'Imperi Otomà: la línia Enos-Midia seguia sent el punt de referència, però una rectificació menor en el seu traçat permetia a l'Imperi Otomà la recuperació de les ciutats d'Adrianòpolis, Kirklareli i Demotica.

## Conseqüències
El Tractat no assolí satisfer les aspiracions de cap de les parts, ni tampoc de la resta de potències amb interessos a la zona, contribuint a l'empitjorament de la tensió als Balcans, el que a la llarga desembocarà en l'atemptat de Sarajevo, detonant de la Primera Guerra Mundial.
- L'Imperi Otomà, immers en un procés de reconstrucció nacionalista després de l'arribada al poder dels "Joves Turcs", desitjà la recuperació del control turc sobre, almenys, una gran part dels Balcans, dels quals s'havia vist privat. Aquest fet provocarà l'alineament de l'Imperi al costat de les Potències Centrals durant la Primera Guerra Mundial.
- Bulgària se sent la gran perdedora, ja que ha estat incapaç de construir la seva idea d'una Gran Bulgària que incorporés tota la Macedònia, una idea que des de la signatura del Tractat de San Stefano l'any 1878 havia anat minvant.
- El Regne de Grècia veu frustrat el seu desig d'ocupar tota la costa europea del mar Egeu, ja que Bulgària conserva una petita sortida a aquest mar. La seva expansió sobre l'illa de Creta promou la seva influència en zones com l'illa de Xipre i Esmirna. També creix el sentiment contrari als italians, motivat per l'ocupació per aquests del Dodecanès des de la Guerra italo-turca.
- Albània, malgrat obtenir la seva autonomia, segueix nominalment sota domini turc, alhora que ni Itàlia ni Sèrbia ni Montenegro amaguen les apetències sobre el territori.
- Sèrbia segueix perseguint una sortida cap al mar Adriàtic, que només pot aconseguir mitjançant l'ocupació d'Albània, Montenegro o enfrontant-se a l'imperi austrohongarès per intentar ocupar Bòsnia i Hercegovina. Amb el suport de l'imperi Rus es converteix en el puntal del paneslavisme a la zona, potenciant les activitats de tipus subversiu a Bòsnia i altres zones d'Àustria-Hongria ocupades per eslaus. La seva actuació impulsa grups com els responsables últims de l'atemptat de Sarajevo.
- Montenegro, un minúscul país, veu perillar la seva pròpia independència per les apetències de tots els seus veïns.
- Romania, que acaba d'annexionar la Dobrudja, es torna cap a altres zones en les quals resideix població d'ètnia romanesa, com la Bucovina o Transsilvània, en poder d'Àustria-Hongria, o Bessaràbia, integrada a l'Imperi Rus des de 1812.
- Itàlia, que se sent frustrada per la seva tardana arribada al repartiment colonial, sent que la seva zona d'expansió és el Mediterrani oriental, i multiplica les seves iniciatives tant en relació amb la costa de Dalmàcia com respecte d'Albània, així com en zones del sud de l'actual Turquia des del Dodecanès, territori acabat d'ocupar.
- L'imperi austrohongarès veu com un conjunt de petits països trenquen el seu somni d'assolir una sortida estable al Mediterrani a costa de Turquia, alhora que amb l'expansió del nacionalisme entre el conjunt de pobles que el formen encoratja a la secessió sèrbia o romanesa.